# Eichigt
Eichigt là một đô thị thuộc huyện Vogtland, bang Sachsen, Đức. Đô thị Eichigt có diện tích 32,64 km², dân số thời điểm ngày 31 tháng 12 năm 2006 là 1362 người.